# 陈永妍
陈永妍（1962年—），广西梧州人，中国女子体操运动员。她在1984年洛杉矶夏季奥林匹克运动会中，参加了女子体操并获得团体铜牌。她也参加了1982年亚洲运动会，获得两枚金牌和一枚银牌。陈永妍的丈夫为李宁。